# Guerre amérindienne du Nord-Ouest
Batailles
- Raid de Logan
- Campagne de Harmar
- Big Bottom
- Dunlap's Station
- Campagne de Blackberry
- Kenapacomaqua
- Wabash
- Fallen Timbers

La guerre amérindienne du Nord-Ouest (1785–1795), également connue sous le nom de guerre de Little Turtle, est une guerre qui opposa les États-Unis et une confédération de plusieurs nations amérindiennes pour le contrôle du territoire du Nord-Ouest. Elle fait suite à plusieurs siècles de conflits sur ce territoire, entre les tribus amérindiennes tout d'abord, puis entre les puissances européennes : France, Grande-Bretagne et leurs colonies.
Selon les termes du traité de Paris qui mit fin à la guerre d'indépendance des États-Unis, la Grande-Bretagne cédait aux États-Unis le contrôle du territoire du Nord-Ouest qui était alors occupé par de nombreuses tribus amérindiennes. Cependant, en dépit du traité, la Grande-Bretagne maintint dans ces territoires ses fortifications et sa politique car la couronne britannique avait soutenu les Amérindiens face aux dirigeants des États-Unis. Commandée par le président George Washington, l'armée américaine fut envoyée pour imposer la souveraineté américaine sur ce territoire et pour arrêter les hostilités entre les Amérindiens et les colons. En 1787, il y avait 45 000 Amérindiens sur le territoire et 2 000 Canadiens. L'armée américaine, composée majoritairement de recrues non formées soutenues par des miliciens également non formés, subit beaucoup plus de défaites que leurs adversaires amérindiens ; les plus emblématiques sont celles de la campagne du général Harmar en 1790 et celle du général St. Clair en 1791. Environ 1 000 soldats et miliciens américains furent tués lors de ces combats.
Après la défaite de St. Clair, Washington confia au général Anthony Wayne la mission d'organiser et de former une force de combat appropriée. Wayne prit les commandes de la nouvelle force armée américaine vers la fin de 1793 et mena ses hommes à une victoire décisive à la bataille de Fallen Timbers en 1794. Les tribus amérindiennes défaites furent contraintes de céder une grande partie du territoire du Nord-Ouest, y compris une grande partie de l'Ohio, à la suite du traité de Greenville en 1795.

## Cause de la guerre

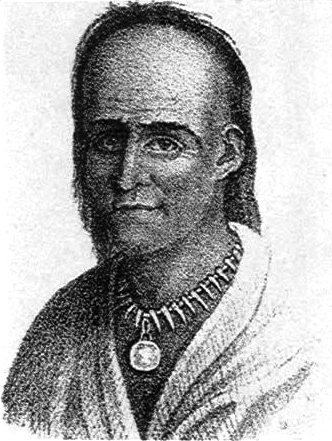
Little Turtle par Gilbert Stuart

Durant la guerre de Sept Ans en Amérique, les nations amérindiennes avaient soutenu la France pour empêcher la prise du territoire du Nord-Ouest par les colons britanniques. Après cette guerre, Pontiac continua la guerre avec les Britanniques et les colons pour empêcher la prise du territoire. C'est alors que les Britanniques réservèrent le territoire pour les Amérindiens lors de la proclamation royale de 1763. Mais par la suite, les colons britanniques continuèrent de traverser le territoire. Puis la couronne britannique céda le territoire aux Canadiens dans l'Acte de Québec en 1774 au grand mécontentement des colons.
Les Chickamaugas, une faction des Cherokees, et les Shawnees étaient déjà en guerre contre les colons britanniques, qu'ils appelaient les longs couteaux, guerre qui avait commencé en 1776. Cette guerre fusionna avec les guerres amérindiennes du Nord-Ouest.
Pendant la révolution américaine, quatre des six nations iroquoises s'étaient rangées du côté des Britanniques : les Mohawks, Onondagas, Cayugas et les Tuscaroras qui ont combattu avec les Britanniques aux batailles d'Oriskany, de la Wyoming Valley en Pennsylvanie et de Saratoga. Par ailleurs, elles sont impliquées dans le massacre de Cherry Valley, ont réalisé plusieurs incursions dans toute la vallée de la Mohawk à New York, et participé à de nombreux conflits aux frontières des États de New York et de Pennsylvanie. En 1779, le général George Washington décida d'agir contre les Iroquois.
Les Britanniques sont restés en possession de leurs forts dans les Grands Lacs, par lesquels ils ont continué à fournir à leurs alliés amérindiens les articles commerciaux et les armes en échange des fourrures. Certains dans le gouvernement britannique ont souhaité maintenir un territoire amérindien neutre entre le Canada et les États-Unis, mais sont convenus que le retrait immédiat n'était pas possible sans faire éclater une nouvelle guerre amérindienne.
La présence britannique prolongée ne s'est pas formellement terminée jusqu'à leur retrait des forts dans la région des Grands Lacs conformément au traité de Londres négocié en 1794. Mais elle continua officieusement après jusqu'à la guerre de 1812. Par la vente publique de ses terres du côté occidental, le Congrès continental cherchait à stabiliser le dollar et payer une partie de sa dette de guerre. L'ordonnance de 1785 a donné l'appui aux spéculateurs, aux arpenteurs, et aux colons, les terres qu'ils cherchaient à gagner aux dépens des Amérindiens. Pour acquérir la majeure partie de la partie orientale du pays de l'Ohio, le congrès était en pourparlers au traité de Fort McIntosh en 1785 avec plusieurs tribus amérindiennes. Les colons du Connecticut arrivaient déjà en masse dans la réserve occidentale, qui avait été mise de côté pour certaines des nations amérindiennes.

## Formation de la Confédération

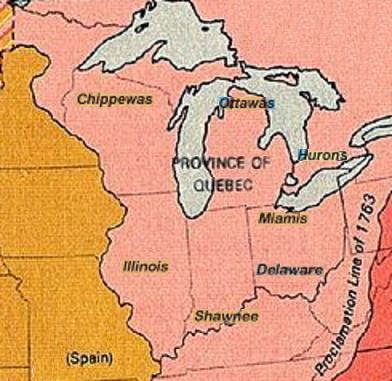
Carte des Nations amérindiennes dans le Territoire du Nord-Ouest.

La coopération entre les nations amérindiennes formant la Confédération de l'Ouest avait débuté lors de la colonisation française des Amériques. Elle fut renouvelée au cours de la guerre d'indépendance américaine. La confédération s'est réunie pour la première fois à l'automne 1785 à Fort Détroit, proclamant que les parties de la confédération traiteraient conjointement avec les États-Unis, plutôt qu'individuellement. Cette détermination a été renouvelée en 1786 au village Wendat de Upper Sandusky. La confédération a déclaré la rivière Ohio comme frontière entre leurs terres et celles des colons américains. Les Wendats étaient les pères, ou la nation ainé de la confédération, mais les Shawnees et Miamis fournissaient la plus grande part des forces combattantes.
La confédération incluait des guerriers issus de nombreux peuples :
- Hurons-Wendat
- Shawnees
- Conseil des Trois Feux
  - Ojibwés
  - Outaouais
  - Potawatomis
- Lenapes (Delaware)
- Miamis
- Kickapous
- Kaskaskias (Illinois)
- Confédération de la Wabash (Weas, Piankashaw, et autres)
- Chickamaugas

Dans la plupart des cas, l'ensemble d'une nation n'a pas été impliqué dans la guerre car les sociétés amérindiennes n'étaient généralement pas centralisées. Les villages, les guerriers et les chefs décidaient de la participation à la guerre.
Près de 200 guerriers cherokees de deux bandes des villages Overmountain ont combattu aux côtés des Shawnees à partir du début de la Révolution américaine jusqu'aux années de la confédération amérindienne. En outre, le chef Cherokee Dragging Canoe, du bas village des Chickamaugas, a envoyé un contingent de guerriers pour une action spécifique.
Certains guerriers des nations Choctaws et Chicachas, qui étaient des ennemis traditionnels des nations du Nord-Ouest, servaient d'éclaireurs pour les États-Unis au cours de ces années.